# Sainte Enora
Enora, Henora, Honora, ou Enor, est une princesse galloise (irlandaise ou saxonne selon les différentes écritures de la légende) du VIIe siècle, reconnue comme sainte par l'Église.

## Biographie
D'après la Vita de saint Efflamm, rédigée au XIIe siècle selon Arthur de La Borderie mais qui date plus probablement du XIIIe siècle et qui renferme des traditions plus anciennes, Enora se fiance à Efflamm qui a fait vœu de chasteté et qui lui propose de vivre comme frère et sœur pour se consacrer à Dieu. Le soir de leurs noces, Efflamm ressent un tel trouble devant la beauté d'Enora qu'il doit s'enfuir pour ne pas succomber et s'installe près de Plestin-les-Grèves (dans le Trégor) où il fonde un ermitage. Peu après, Enora rejoint son époux en traversant la Manche dans un coracle en cuir qui s'échoue au Yaudet. Son époux lui fait bâtir une cellule non loin de la sienne, selon l'institution des conhospitae (monastère ouvert aux hommes et aux femmes qui autorise ces dernières à distribuer le vin eucharistique, tandis que les hommes donnent le pain). Le couple se consacre à la religion jusqu'à leur mort.
Sainte patronne des femmes enceintes et des nourrices, elle est fêtée le 14 octobre.

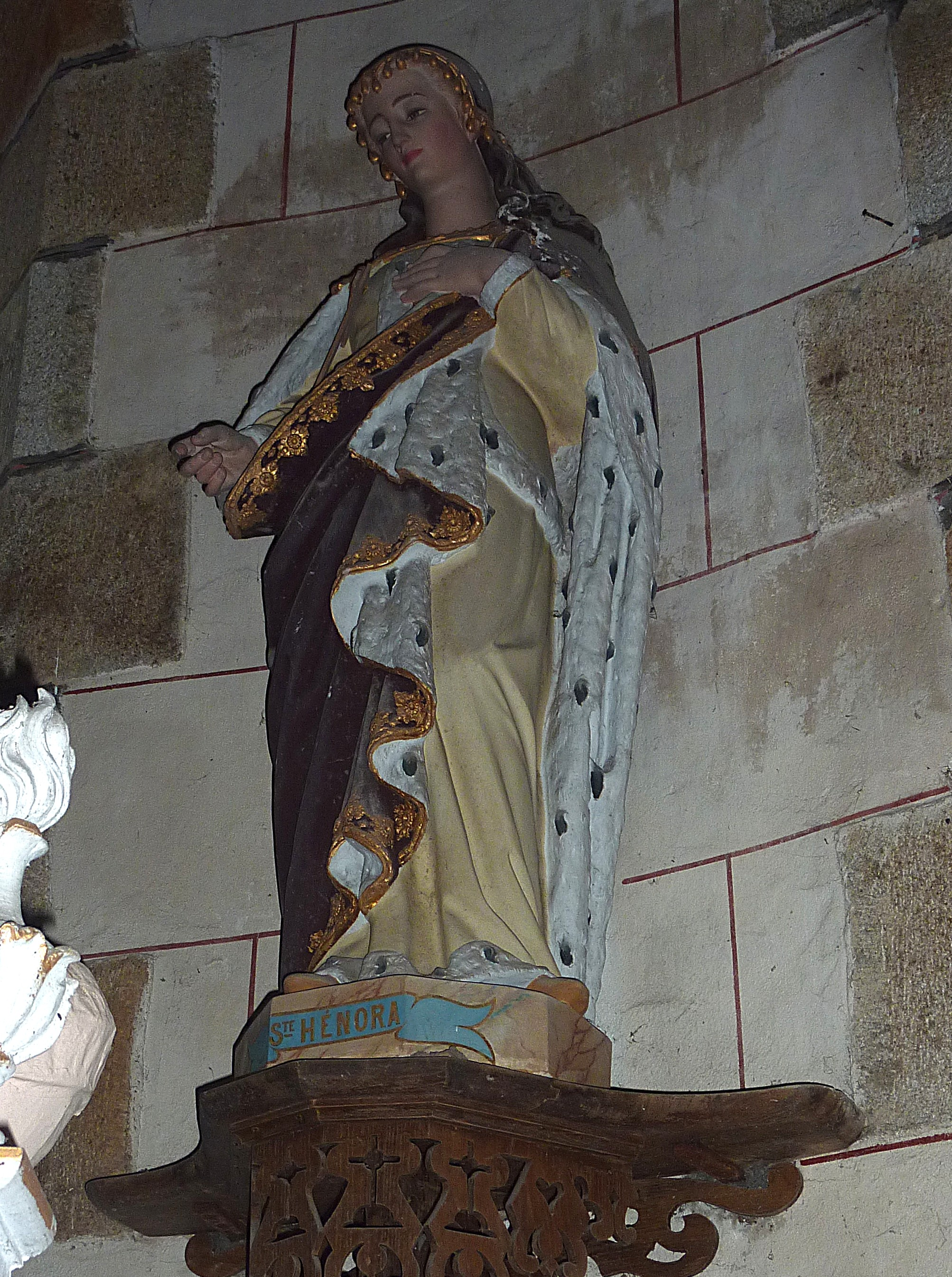
Chapelle Saint-Efflam de Plestin-les-Grèves : statue de sainte Enora.

## Postérité
Sculptée par Ines Ferreira, Enora fait partie des statues de la Vallée des Saints depuis 2015.
Après plus de 800 heures de travail, les membres de l'association Bugale Kozh Yeodet conçoivent une embarcation celtique au temps des migrations bretonnes, le curragh Enora, béni au cidre par le père Mickaël Levacher, curé de Lannion.